# Українсько-намібійські відносини
Українсько-намібійські відносини — відносини між Україною та Республікою Намібія.
Намібія визнала незалежність України 30 грудня 1991 року. Країни встановили дипломатичні відносини 5 жовтня 1992 року. Інтереси громадян України в Республіці Намібія захищає Посольство України в Південній Африці.